# Ribamontán al Mar Club de Fútbol
El Ribamontán al Mar Club de Fútbol es un equipo de fútbol de Galizano, en el municipio de Ribamontán al Mar (Cantabria), del que toma el nombre. El club se fundó en 1971 y actualmente milita en la Regional Preferente de Cantabria.

## Historia
- Temporadas en 1.ª: 0
- Temporadas en 2.ª: 0
- Temporadas en 2.ªB: 0
- Temporadas en 3.ª: 29 (1987-88 a 1988-89, 1990-91 a 2013-14, 2018-19 a 2020-21)

En la actualidad el famoso “Riba” está en la liga Preferente Regional de Cantabria. Sus capitanes Ruben “Peli” Pérez Abascal y David Muñoz han sido los máximos influyentes del equipo este año, siendo uno de los mejores centrales de la liga. 
La estrella es Ángel Ruiz Portilla, pero esta pasando por una recuperación de una lesión de menisco.
La temporada pasada hubo bastante movimiento en el mercado cántabro de fútbol, donde Álvaro Perojo, Miguel Ángel González y Rubén Carral salieron del equipo por la puerta grande, en cambio, Diego Pelayo tuvo que abandonar el equipo en pretemporada por una gran oferta del equipo vecino SD Noja. También recordar el retiro futbolístico de Miguel Muñoz, hermano de David Muñoz.
Es el único equipo donde el portero Héctor Pérez Roqueñí, alias “Búho” (posible pedreñero), puede jugar con boina durante el encuentro.

## Palmarés
- - Subcampeón de la fase autonómica de Cantabria de la Copa RFEF (1): 2002-03.
- Campeón de Regional Preferente (1): 1986-87
- Campeón de Primera Regional (1): 1985-86
- Mejor puesto en Tercera: 3.º (1998-99)
- Peor puesto en Tercera: 19.º (1988-89)

### Trofeos amistosos
- Campeón del Trofeo de Ribamontán (1): 2013[2]
- Trofeo Villa de Jovellanos: (1) : 2019

## Uniforme
- Primer uniforme: camiseta blanquiazul, pantalón blanco y medias azules.
- Segundo uniforme: camiseta amarilla y negra, pantalón y medias negras.

## Temporadas del Ribamontán
Temporadas del Ribamontán desde 1981-82:
| Temporada | Categoría           | Puesto        | Notas                              |
| --------- | ------------------- | ------------- | ---------------------------------- |
| 1981-82   | Primera Regional    | 14.º          |                                    |
| 1982-83   | Primera Regional    | 20.º          | descenso                           |
| 1983-84   | Segunda Regional    | 3.º           | ascenso                            |
| 1984-85   | Primera Regional    | 18.º          |                                    |
| 1985-86   | Primera Regional    | 1.º (grupo 2) | ascenso                            |
| 1986-87   | Regional Preferente | 1.º           | ascenso                            |
| 1987-88   | Tercera             | 17.º          |                                    |
| 1988-89   | Tercera             | 19.º          | descenso                           |
| 1989-90   | Regional Preferente | 3.º           | ascenso                            |
| 1990-91   | Tercera             | 15.º          |                                    |
| 1991-92   | Tercera             | 15.º          |                                    |
| 1992-93   | Tercera             | 14.º          |                                    |
| 1993-94   | Tercera             | 11.º          |                                    |
| 1994-95   | Tercera             | 8.º           |                                    |
| 1995-96   | Tercera             | 5.º           |                                    |
| 1996-97   | Tercera             | 5.º           |                                    |
| 1997-98   | Tercera             | 8.º           |                                    |
| 1998-99   | Tercera             | 3.º           | 2.º en fase de ascenso a Segunda B |
| 1999-00   | Tercera             | 16.º          |                                    |
| 2000-01   | Tercera             | 8.º           |                                    |
| 2001-02   | Tercera             | 11.º          |                                    |
| 2002-03   | Tercera             | 8.º           |                                    |
| 2003-04   | Tercera             | 8.º           |                                    |
| 2004-05   | Tercera             | 8.º           |                                    |
| 2005-06   | Tercera             | 8.º           |                                    |
| 2006-07   | Tercera             | 6.º           |                                    |
| 2007-08   | Tercera             | 10.º          |                                    |
| 2008-09   | Tercera             | 13.º          |                                    |
| 2009-10   | Tercera             | 10.º          |                                    |
| 2010-11   | Tercera             | 8.º           |                                    |
| 2011-12   | Tercera             | 14.º          |                                    |
| 2012-13   | Tercera             | 16.º          |                                    |
| 2013-14   | Tercera             | 20.º          | descenso                           |
| 2014-15   | Regional Preferente | 8.º           |                                    |
| 2015-16   | Regional Preferente | 18.º          | descenso                           |
| 2016-17   | Primera Regional    | 2.º           | ascenso                            |
| 2017-18   | Regional Preferente | 4.º           | ascenso                            |
| 2018-19   | Tercera             | 11.º          |                                    |
| 2019-20   | Tercera             | 17.º          |                                    |
| 2020-21   | Tercera             | 11.º / 10.º   | descenso                           |
| 2021-22   | Regional Preferente | 12.º          |                                    |
| 2022-23   | Regional Preferente | 8.º           |                                    |
| 2023-24   | Regional Preferente | 8.º           |                                    |
| 2024-25   | Regional Preferente |               |                                    |

## Ribamontán al Mar "B"
El Ribamontán tuvo un equipo filial, el Ribamontán al Mar "B", que llegó ha militar en Primera y en Segunda Regional, y ganó una Copa Cantabria (2009).
Temporadas del Ribamontán "B":
- 1998-99: Primera Regional - 15.º
- 1999-00: Primera Regional - 10.º
- 2000-01: Primera Regional - 25.º
- 2001-02: Primera Regional - 13.º
- 2002-03: Primera Regional - 13.º
- 2003-04: Primera Regional - 16.º
- 2004-05: Primera Regional - 16.º
- 2005-06: Segunda Regional - 10.º
- 2006-07: Segunda Regional - 15.º
- 2007-08: Segunda Regional - 8.º
- 2008-09: Segunda Regional - 10.º
- 2009-10: Segunda Regional - 12.º
- 2010-11: Segunda Regional - 16.º
- 2011-12: Segunda Regional - 13.º
- 2012-13: Segunda Regional - 15.º
- 2013-14: Segunda Regional - 16.º

En la temporada 2010-2011 formaron parte de la plantilla:
Diego(Fito), Charly, Chema, Luisin, Diego Bedia, Eder, Javi, Javi Pollo, Gelín, Miguel, Samu, Edu, Ramiro, Pizo, Mati, Chava, Manu, Javi Ibañez y Bruno. Como entrenador está Julio y Tavo de ayudante.
En la temporada 2011-2012 forman parte de la plantilla:
Diego(Fito), Posto, Chema, Luisin, Diego Bedia, Eder, Pablis, Javi Pollo, Gelín, Miguel, Samu, Joshua, Ramiro, Pizo, Mati, Nandín y Manu. Como entrenador está Víctor y Tavo de ayudante.

## Juvenil 2014-2015
El Ribamontán al Mar CF contará este año con dos juveniles uno de ellos milita en tercera división del grupo B y el otro en primera juvenil aquí la plantilla del Ribamontán al Mar cf A: 
Porteros: Hector Bonet
Defensas:Eneko Munilla , Pablo Ruiz  , Miguel Viadero , Ángel Carcoba y Adrian Regato.
Medios: Asier Palacio , Tomás González , Ivan González , Francisco Fernández , Pablo Álvarez , Jorge Penagos y Jaime Junco.
Delanteros: Mateo Salas , Sergio Manzano y Israel Caceres .
Cuerpo técnico: Ignacio Barquin (entrenador), Jose Enrique Manzano (delegado).